# Euxoa lagganae
Euxoa lagganae är en fjärilsart som beskrevs av Smith 1900. Euxoa lagganae ingår i släktet Euxoa och familjen nattflyn. Inga underarter finns listade i Catalogue of Life.